# The Horseman
The Horseman è un film del 2008 diretto da Steven Kastrissios.

## Trama
Christian Forteski arriva a casa di un uomo, dicendogli di essere il disinfestatore. Appena entrato inizia a distruggere tutto e infine lo uccide.
Successivamente, Christian incontra una ragazza, Alice, che gli chiede un passaggio. La ragazza trova la foto della figlia, Jesse, e l'uomo le rivela che è morta. Vengono così svelate le ragioni dell'uomo per il compimento di innumerevoli omicidi: Jesse stava passando un brutto momento per via della separazione dei genitori. Una notte viene violentata e filmata da alcuni uomini e per via dell'eccesso di droga muore. Christian riceve il video in cui la ragazza viene violentata, iniziando una feroce caccia all'uomo.
Tutti i responsabili vengono braccati e uccisi: Finn, Pauly, Devlin e altri. Soltanto uno di loro viene lasciato vivere poiché ha una figlia. Alice, ignara di tutto questo, chiede un altro passaggio all'uomo, ma questa volta vengono catturati da Derek, il capo di tutti i deceduti. Inizia così una lotta tra i due ragazzi e i rimanenti degli amici di Derek. Dopo una lunga lotta, Christian e Alice riescono ad uscirne vincitori, nonostante il ragazzo sia ferito e la ragazza quasi incosciente, mentre in sottofondo si sentono le sirene della polizia.